# أنهالت دساو
أنهالت دساو (Anhalt-Dessau) إمارة ودوقية لاحقاً وجدت في ألمانيا. أنشأت عام 1396 بعد تقسيم إمارة أنهالت-تسربست. كانت دساو عاصمة الدولة. شهدت أنهالت دساو عدد من انقسامات طوال فترة وجودها بإنشاء أنهالت كوتن في 1471. تم تقسيم الإمارة للمرة الثانية عام 1544 بإنشاء إمارتي أنهالت-تسربست وأنهالت بلوتسكاو. من عام 1561 حتى 1603 كانت أنهالت دساو تحت حكم أمير زربست أنهالت، وفي سنة 1603 عادت أنهالت دساو إلى الوجود ورُقيت إلى دوقية في عام 1807.
في أعقاب وفاة آخر دوقات أنهالت برنبورغ في عام 1863 آلت كل أراضي أنهالت في ظل حكم دوق أنهالت دساو الذي تولى بعد ذلك لقب دوق أنهالت جديد لدوقية أنهالت المنشأة حديثاً.